# Рубка (елемент судна)

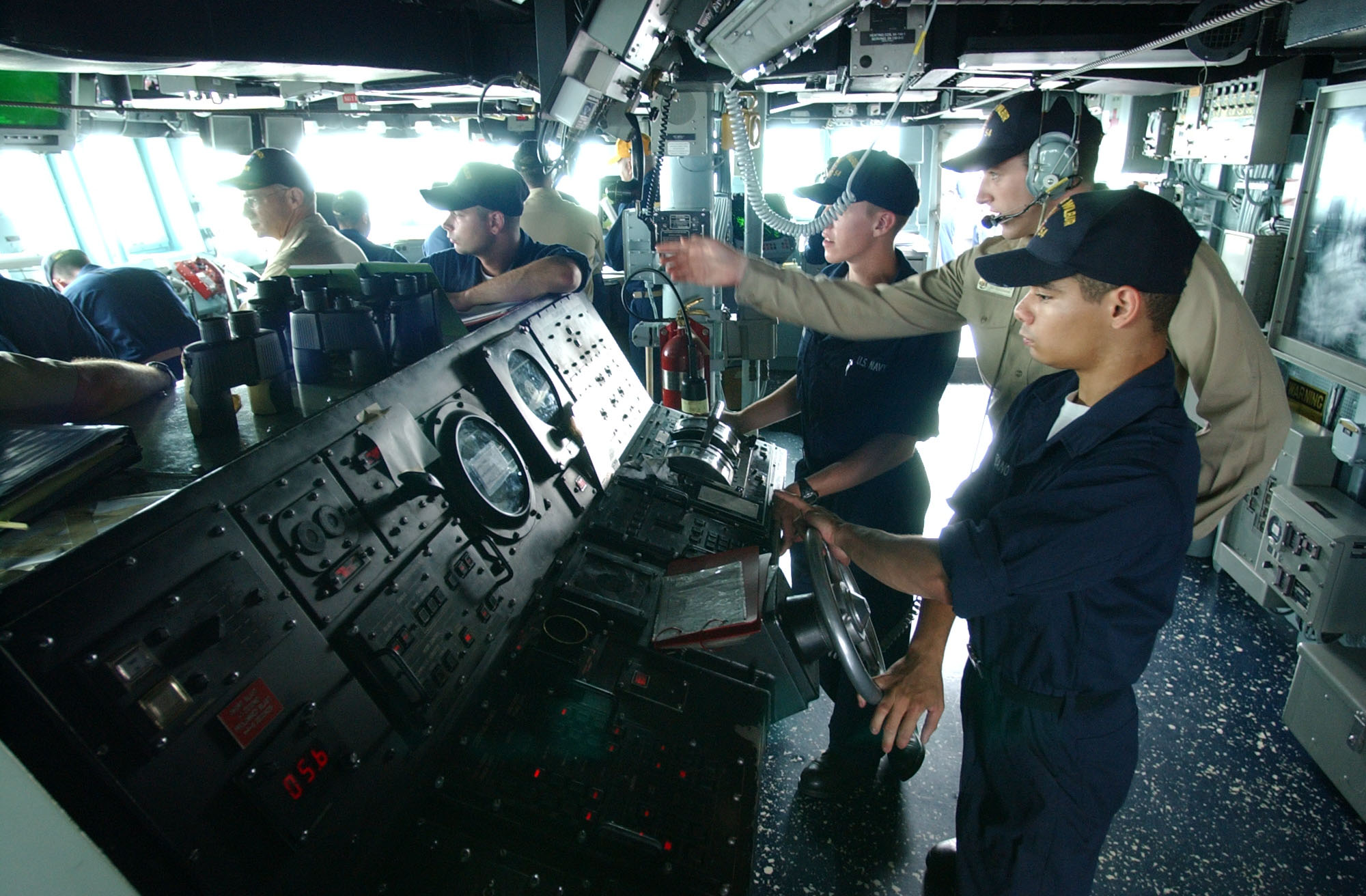
Ходова рубка американського есмінця «Кертіс Вілбер»

Ру́бка (від нід. roef — «каюта», англ. deckhouse) — елемент архітектури судна, конструкція з поздовжніх та поперечних перегородок і перекриттів, розташована на верхній палубі чи палубі надбудови, поздовжні перегородки якої знаходяться від бортів далі ніж на 0,04 ширини судна, яка має двері, вікна чи отвори у зовнішніх перегородках.
Рубка призначена для розташування спеціальних приміщень, необхідних для експлуатації судна: командних пунктів та бойових постів, систем і приладів керування судном, зброєю й технічними засобами корабля. Ці спеціалізовані приміщення також називаються рубками.
Залежно від призначення розрізняють такі види рубок: бойову (на військових кораблях), стернову, штурманську, гідроакустичну, радіорубку, лебідочну та ін.. Часто рубки розташовують одна над одною. На сучасних суднах штурманська і стернова рубки об'єднані в одному приміщенні, що носить назву «ходова рубка».
Рубки оснащуються апаратурою, приладами й технічними засобами відповідно до їх функціонального призначення, а також засобами зв'язку з головним (центральним) командним пунктом корабля (судна).
Рубки можуть розташовуватись на кормі судна, на носі й посередині. На кормі розташовуються зазвичай рубки у вантажних суден і танкерів. Посередині корпусу розміщають рубки підводних човнів й пасажирських лайнерів. Інколи рубки розташовують на носі судна, це переважно вантажний транспорт чи рибальське судно.

Рубки деяких видів суден
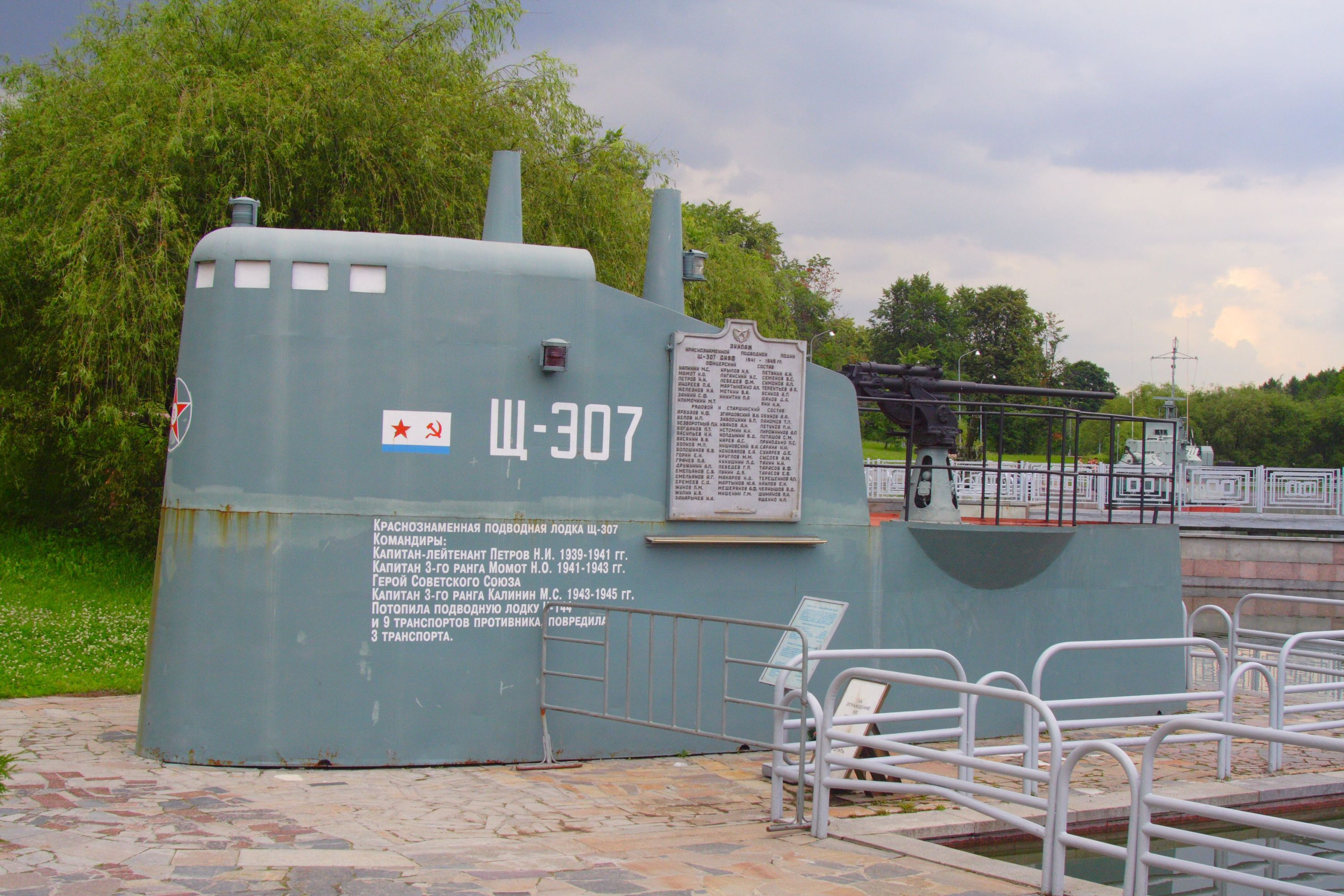
Рубка підводного човна Щ-307
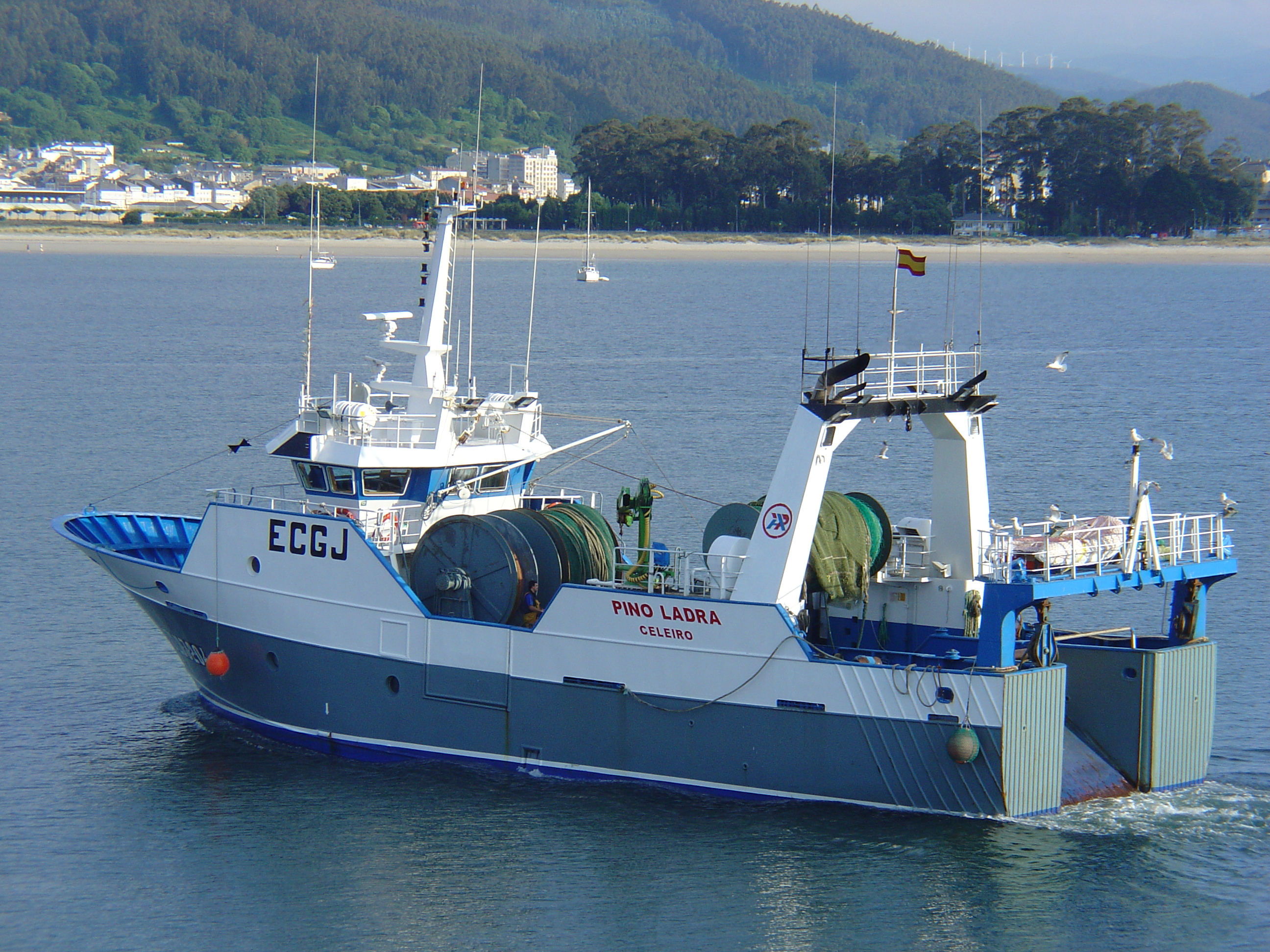
Рибальський траулер з рубкою в носовій частині
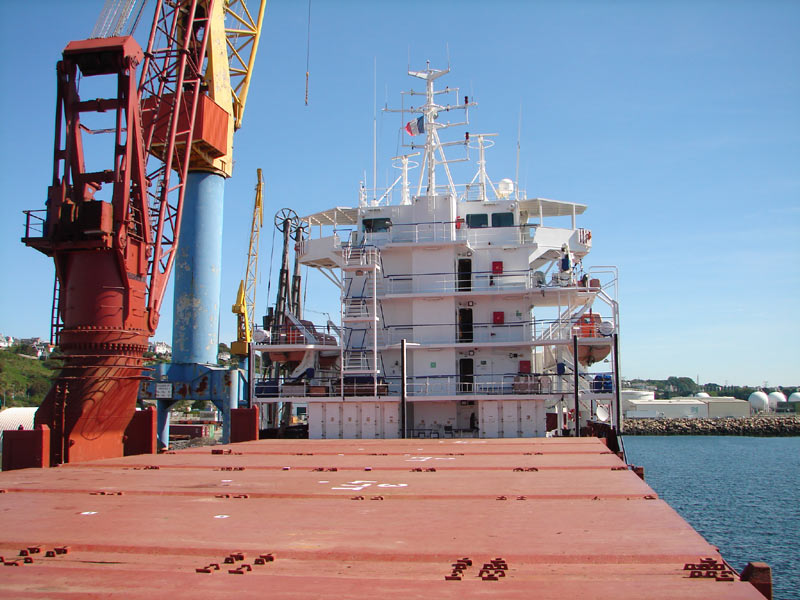
Рубка вантажного судна з розташуванням на кормі